# بارانی (فیلم ۱۹۸۳)
بارانی (انگلیسی: Trenchcoat) یک فیلم است که در سال ۱۹۸۳ منتشر شد. از بازیگران آن می‌توان به مارگوت کیدر و رابرت هیز اشاره کرد.